# Gergiev Festival
Het Gergiev Festival was een festival met klassieke muziek dat van 1996 tot 2022 jaarlijks in Rotterdam plaatsvond. Het evenement liep aldaar gedurende zeven tot tien dagen. In die periode vonden er concerten in De Doelen plaats door het Rotterdams Philharmonisch Orkest, alsmede verwante concerten op diverse locaties in de stad.
Het festival werd gelanceerd op initiatief van Valery Gergiev, die van 1995 tot 2008 chef-dirigent van het orkest was.
Vanwege  Gergievs weigering om afstand te nemen van het beleid van president Poetin na het begin van de Russische invasie in Oekraïne, besloot het Rotterdams Philharmonisch Orkest op 1 maart 2022 om een punt te zetten achter de samenwerking met Gergiev. Hiermee kwam er tevens een einde aan het Gergiev Festival.